# Bryson DeChambeau
Bryson DeChambeau, né le 16 septembre 1993 à Modesto en Californie, est un golfeur américain. Il a notamment remporté l'U.S. Open à deux reprises, en 2020, au Winged Foot Golf Club à Mamaroneck, NY et en 2024, au Pinehurst Resort, et a atteint la 4e place à l'Official World Golf Ranking.

## Biographie
Le 5 septembre 2018, le capitaine de la sélection américaine de la Ryder Cup en 2018, Jim Furyk, a annoncé sa sélection, parmi les quatre choix du capitaine, avec Tony Finau, Phil Mickelson et Tiger Woods. Il remporte deux ans plus tard la Ryder Cup 2020.
Sélectionné pour l'épreuve de golf des Jeux olympiques de Tokyo, il est testé positif au SARS-CoV-2 quelques jours avant la compétition ce qui entraîne son forfait.

## Palmarès

### Victoires amateures
- 2010 : Championnat junior de l'État de Californie.
- 2013 : Trans-Mississippi Amateur (en).
- 2015 : Championnat masculin de la NCAA.
- 2015 : Championnat amateur des États-Unis.

### Victoires professionnelles (15)

#### Victoires sur le PGA Tour (9)
| Légende                              |
| Tournois Majeurs (2)                 |
| World Golf Championships (0)         |
| Autres victoires sur le PGA Tour (5) |

| No. | Date              | Tournoi                              | Score           | Rapport au par | Écart de victoire | Adversaire(s)                        |
| --- | ----------------- | ------------------------------------ | --------------- | -------------- | ----------------- | ------------------------------------ |
| 1   | 16 juillet 2017   | John Deere Classic                   | 66-65-70-65=266 | −18            | 1 coup            | Patrick Rodgers (en)                 |
| 2   | 3 juin 2018       | Memorial Tournament                  | 69-67-66-71=273 | −15            | Playoff           | An Byeong-hun (en) Kyle Stanley (en) |
| 3   | 26 août 2018      | The Northern Trust                   | 68-66-63-69=266 | −18            | 4 coups           | Tony Finau                           |
| 4   | 3 septembre 2018  | Dell Technologies Championship       | 70-68-63-67=268 | −16            | 2 coups           | Justin Rose                          |
| 5   | 4 novembre 2018   | Shriners Hospitals for Children Open | 66-66-65-66=263 | −21            | 1 coup            | Patrick Cantlay                      |
| 6   | 5 juillet 2020    | Rocket Mortgage Classic (en)         | 66-67-67-65=265 | −23            | 3 coups           | Matthew Wolff (en)                   |
| 7   | 20 septembre 2020 | U.S. Open                            | 69-68-70-67=274 | −6             | 6 coups           | Matthew Wolff                        |
| 8   | 7 mars 2021       | Arnold Palmer Invitational           | 67-71-68-71=277 | −11            | 1 coup            | Lee Westwood                         |
| 9   | 16 juin 2024      | U.S. Open                            | 67-69-67-71=274 | −6             | 1 coup            | Rory McIlroy                         |

Playoff(s) sur le PGA Tour (1–0)
| No. | Année | Tournoi             | Adversaires                           | Résultat                                                                                                 |
| --- | ----- | ------------------- | ------------------------------------- | --- |
| 1   | 2018  | Memorial Tournament | An Byeong-hun (en), Kyle Stanley (en) | Victoire avec un birdie sur le 2e trou supplémentaire, Stanley éliminé avec un par sur le 1er trou supp. |

#### Victoires en European Tour (3)
| Légende                               |
| Tournois Majeurs (2)                  |
| Autres victoires en European Tour (1) |

| No. | Date              | Tournoi                    | Score           | Rapport au par | Écart de victoire | Adversaire(s)      |
| --- | ----------------- | -------------------------- | --------------- | -------------- | ----------------- | ------------------ |
| 1   | 27 janvier 2019   | Omega Dubai Desert Classic | 66-66-68-64=264 | −24            | 7 coups           | Matt Wallace (en)  |
| 2   | 20 septembre 2020 | US Open                    | 69-68-70-67=274 | −6             | 6 coups           | Matthew Wolff (en) |
| 9   | 16 juin 2024      | U.S. Open                  | 67-69-67-71=274 | −6             | 1 coup            | Rory McIlroy       |

### Autres victoires
- 2016 : DAP Championship (en).
- 2023: LIV Golf Greenbrier.
- 2023: LIV Golf Chicago.

## Résultats dans les tournois Majeurs

### Chronologie
| Tournoi          | 2015 | 2016 | 2017 | 2018 | 2019 | 2020 | 2021 | 2022 | 2023 | 2024 | 2025 |
| ---------------- | ---- | ---- | ---- | ---- | ---- | ---- | ---- | ---- | ---- | ---- | ---- |
| Masters          |      | T21a |      | T38  | T29  | T34  | T46  | CUT  | CUT  | Т6   | Т5   |
| US Open          | CUT  | T15  | CUT  | T25  | T35  | 1    | T26  | T58  | T20  | 1    |      |
| Open britannique |      |      | CUT  | T51  | CUT  | n/a1 | T33  | Т8   | T60  |      |      |
| PGA Championship |      |      | T33  | CUT  | CUT  | T4   | T38  |      | T4   | 2    |      |

- Victoire
- Top 10
- Non disputé
- CUT : éliminé après les deux premiers tours d'un tournoi
- T : Place partagée

1 Annulé en raison de la pandémie de Covid-19.

a A joué en tant qu'amateur.

### Résumé
| Tournoi          | Victoires | 2e | 3e | Top-5 | Top-10 | Top-25 | Participations | Cuts réussis |
| ---------------- | --------- | -- | -- | ----- | ------ | ------ | -------------- | ------------ |
| Masters          | 0         | 0  | 0  | 0     | 1      | 2      | 8              | 6            |
| PGA Championship | 0         | 1  | 0  | 3     | 3      | 3      | 7              | 5            |
| US Open          | 2         | 0  | 0  | 2     | 2      | 5      | 10             | 8            |
| Open britannique | 0         | 0  | 0  | 0     | 1      | 1      | 6              | 4            |
| Totaux           | 2         | 1  | 0  | 5     | 7      | 11     | 33             | 24           |

- Record de cuts consécutifs réussis : 4 (PGA Championship 2017 – Open britannique 2018).
- Plus longue série de Top-10 : 2 (PGA Champ. 2020 - US Open 2020).

### Résultats au Players Championship
| Tournoi                  | 2018 | 2019 |
| ------------------------ | ---- | ---- |
| The Players Championship | T37  | T20  |

CUT = : éliminé après les deux premiers tours d'un tournoi.

T : Place partagée.

### Résultats dans leChampionnat du monde
| Tournoi             | 2017 | 2018 | 2019 | 2020 | 2021 |
| ------------------- | ---- | ---- | ---- | ---- | ---- |
| Mexico Championship |      |      | T56  | 2    | T22  |
| Match Play          |      |      | T40  | n/a1 |      |
| Invitational        | T60  | 30   | T48  | T30  |      |
| HSBC Champions      |      |      |      | n/a1 |      |

- Victoire
- Top 10
- Non disputé
- CUT : éliminé après les deux premiers tours d'un tournoi
- T : Place partagée

1 Annulé en raison de la pandémie de Covid-19.

## Sélections avec l'équipe des États-Unis
- Amateur
  - 2014 : Palmer Cup (en).
  - 2014 : Eisenhower Trophy (en) (victoire).
  - 2015 : Walker Cup.

- Professionnel
  - 2018 : Ryder Cup (détails).
  - 2019 : President's Cup (victoire).
  - 2021 : Ryder Cup (victoire)